# 리처드 데본
리처드 데본(Richard Devon, 1926년 12월 11일 ~ 2010년 2월 26일)은 미국의 배우, 텔레비전 배우이다.

## 영화
- 세븐 싸인 (1989년)
- 더티 해리 2 - 이것이 법이다 (1973년)
- 사이렌서 (1966년)
- 제5전선 (1966년)
- FBI (1965년)
- 키드 갈라드 (1962년)
- 코만체로스 (1961년)
- 보난자 (1959년)
- 선셋 77번가 (1958년)
- 기관총 켈리 (1958년)
- 위성 전쟁 (1958년)
- 바이킹 여인 (1958년)
- 페리 메이슨 (1957년)
- 블러드 오브 드라큐라 (1957년)
- 틴에이지 인형 (1957년)
- 죽지 않는 자들 (1957년)
- 딜론 보안관 (1955년)
- 프로디갈 (1955년)
- 용감한 린티 (1954년)
- 달려라 래시 (1954년)